# 哈维尔·阿塞韦多
哈维尔·阿塞韦多（西班牙語：Javier Acevedo，1998年1月28日—）生于安大略省士嘉堡，是一名加拿大男子游泳运动员，主攻仰泳。他的父亲是尼加拉瓜人，母亲是智利人。他在7岁时受母亲影响开始练习游泳。2016年，他从尼尔·麦克尼尔天主教高中毕业，进入美国的喬治亞大學，并代表该校校队参加美国校际比赛。